# Hoofdbedekking in de christelijke eredienst

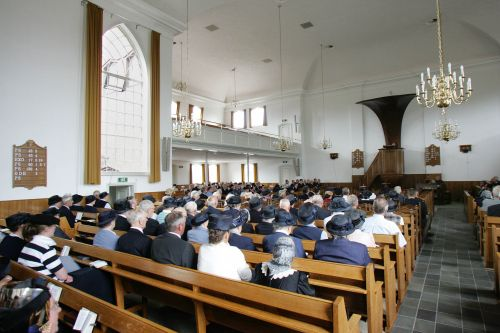
Een reformatorische kerkdienst. Foto genomen in de HHK van Doornspijk tijdens een zendingsdienst

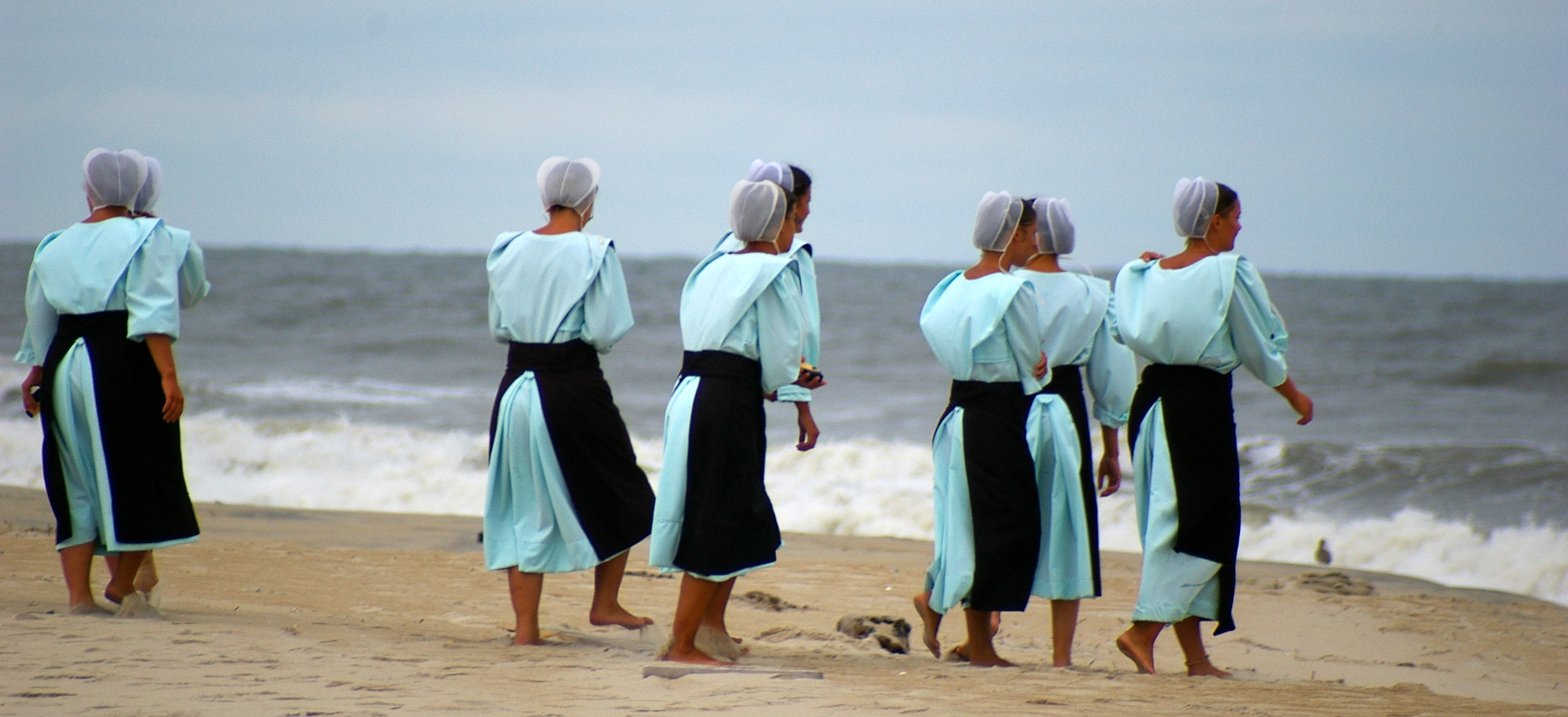
Amish vrouwen. Old Order Amish leggen de Bijbeltekst uit 1 Korinthe 11 anders uit, vrouwen bedekken hun hoofd niet alleen tijdens erediensten, maar dagelijks.

Hoofdbedekking in christelijke erediensten is een verschijnsel dat voorkomt bij vooral conservatieve christelijke groepen. 
Hoofdbedekking in christelijke erediensten komt voor bij reformatorische kerken, Baptisten en bij verschillende mennonieten. Voorheen bedekten ook in rooms-katholieke kerken vrouwen hun hoofd, vaak door middel van een hoofddoek. In oosters-orthodoxe kerken bedekken nog steeds alle vrouwen het hoofd. Bij de oudgelovigen mag dit uitsluitend een hoofddoek zijn, bij de andere oosters-orthodoxen mag het ook een sluier zijn.

## Reden van de hoofdbedekking
De voorstanders van hoofdbedekking door de vrouw baseren zich op 1 Korinthe 11:3-10: 
Ik wil dat u weet dat Christus het Hoofd is van iedere man en de man het hoofd van de vrouw en God het Hoofd van Christus. Iedere man die bidt of profeteert en iets op zijn hoofd heeft, onteert zijn hoofd.
Iedere vrouw echter die bidt of profeteert met onbedekt hoofd, onteert haar eigen hoofd, want het is precies hetzelfde alsof zij kaalgeschoren is.
Want als een vrouw het hoofd niet bedekt heeft, laat zij zich dan ook maar kaalknippen. Als het echter voor een vrouw schandelijk is kaalgeknipt of kaalgeschoren te zijn, laat zij dan het hoofd bedekken. 
Een man moet het hoofd namelijk niet bedekken, omdat hij het beeld en de heerlijkheid van God is. De vrouw is echter de heerlijkheid van de man.
De man immers is niet uit de vrouw, maar de vrouw uit de man.
Want ook is een man niet geschapen omwille van de vrouw, maar een vrouw omwille van de man.
Daarom moet de vrouw een teken van gezag op het hoofd hebben, omwille van de engelen. (Herziene Statenvertaling)
De kanttekeningen bij de Statenvertaling wijzen bij 1 Korinthe 11:4 en 11:14-15 echter ook op het lange haar als een bedekking van de vrouw én de man.
Ook in het Oude Testament vinden voorstanders bewijsteksten voor de hoofdbedekking van de vrouw.

## Verspreiding
Bij onder meer de volgende kerkgenootschappen bedekken vrouwen hun hoofd tijdens erediensten.

### Nederland
In Nederland is deze hoofddekseldracht vooral bekend bij bevindelijk gereformeerde kerkgenootschappen. Hier is men gewend dat vrouwen tijdens kerkdiensten een hoed dragen. Vooral in delen van de Gereformeerde Bond is veel discussie over het wel of niet dragen van een hoed, vooral als in bepaalde gemeenten slechts een deel van de vrouwen een hoed draagt. In de afgescheiden reformatorische kerken staat het wel of niet dragen van een hoed veel minder ter discussie.
- Gereformeerde Gemeenten
- Hersteld Hervormde Kerk
- Gereformeerde Gemeenten in Nederland
- Gereformeerde Gemeenten in Nederland (buiten verband)
- Oud Gereformeerde Gemeenten in Nederland
- Oud Gereformeerde Gemeenten buiten verband
- een deel van de Gereformeerde Bond in de Protestantse Kerk in Nederland (PKN).
- een deel van de Christelijke Gereformeerde Kerken, met name rond het tijdschrift Bewaar het Pand
- verschillende vrije gemeenten, waaronder de Vergadering van gelovigen

Het dragen van hoofddeksels door vrouwen op grond van 1 Korinthe 11 heeft er waarschijnlijk toe geleid dat vrouwen bij het dragen van klederdracht altijd ook een muts dragen.

### Verenigd Koninkrijk
- Associated Presbyterian Churches
- Free Church of Scotland (deels)
- Free Church of Scotland (Continuing)
- Free Presbyterian Church of Ulster
- Free Presbyterian Church of Scotland
- Katholiek Apostolische Kerk
- Plymouth Brethren
- Reformed Presbyterian Church of Ireland
- Reformed Presbyterian Church of Scotland
- Strict Baptists

### Duitsland
- Die Bruderbewegung
- Katholiek Apostolische Kerk
- Rusland-Duitse Baptisten

### Zwitserland
- Evangelischer Brüderverein

### Oost-Europa
- Albanees-Orthodoxe Kerk
- Bulgaars-Orthodoxe Kerk
- Cypriotisch-Orthodoxe Kerk
- Grieks-Orthodoxe Kerk
- Lipovanen
- Pools-Orthodoxe Kerk
- Roemeens-Orthodoxe Kerk
- Servisch-Orthodoxe Kerk
- Unie van Evangelische Christenbaptisten in Servië en Montenegro

### Voormalige Sovjet-Unie
- Broederschap van niet-geregistreerde Baptisten
- Rusland-Duitse Baptisten
- Russisch-Prthodoxe Kerk
- Oudgelovigen

### Azië
- Assyrische Kerk van het Oosten
- Chaldeeuws-Katholieke Kerk
- Malankara Jacobitisch-Syrisch-Christelijke Kerk
- Syrisch-Orthodoxe Kerk

### Afrika
- Eritrees-Orthodoxe Tewahedo Kerk
- Ethiopisch-Orthodoxe Tewahedo Kerk
- Koptisch-Orthodoxe Kerk

### Noord-Amerika
- Apostolic Christian Church
- Beachy Amish
- Church of Our Lord Jesus Christ of the Apostolic Faith
- Christian Congregation (Pentecostal)
- Free Reformed Churches of North America
- Heritage Reformed Congregations
- Netherlands Reformed Congregations
- Old German Baptist Brethren
- Old Order Amish
- Conservatieve Mennonieten
- Old Colony Mennonites
- Old Order River Brethren
- Old Order Mennonieten
- Presbyterian Reformed Church
- Reformed Congregations in North America
- Reformed Presbyterian Church of North America

### Latijns-Amerika
- Altkolonier Mennonitengemeinden (Argentinië)
- Altkolonier Mennoniten Gemeinde (Belize)
- Congregação Cristã no Brasil
- Mennonieten in Bolivia
- Altkolonier Mennonitengemeinden (Mexico)
- Mennonieten in Paraguay
- Konferenz der Mennonitengemeinden (Uruguay)

### Australië
- Australian Free Church
- Evangelical Presbyterian Church of Australia
- Presbyterian Church of Eastern Australia
- Reformed Presbyterian Church of Australia
- Southern Presbyterian Church

### Zendingskerken
- Free Presbyterian Church of Malawi
- Gereja Jemaat Protestan di Indonesia
- Nigeria Reformed Church
- Reformed Presbyterian Church of Malawi